# Centromochlinae
Centromochlinae es una de las dos subfamilias de peces siluriformes de agua dulce en las que está dividida la familia de los auqueniptéridos. Las especies que integran sus 4 géneros se distribuyen en aguas subtropicales y tropicales del centro y norte de Sudamérica.

## Taxonomía
Descripción original

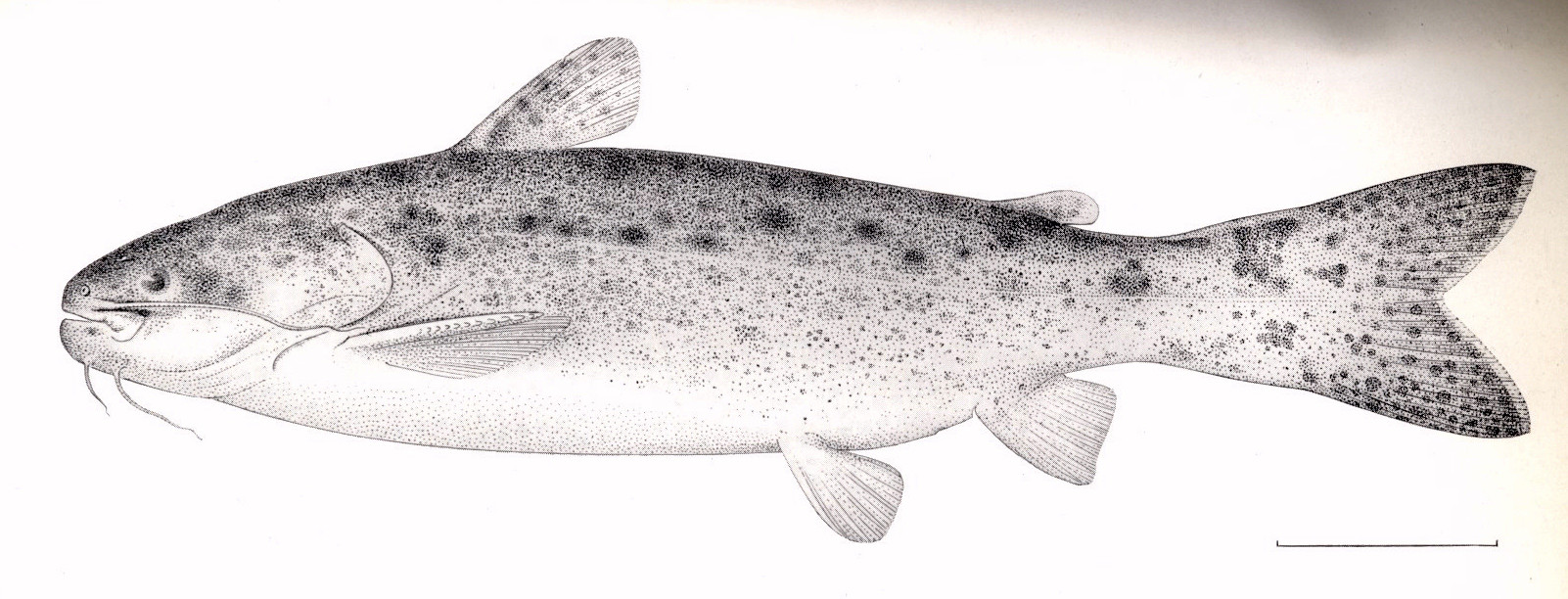
Glanidium ribeiroi.

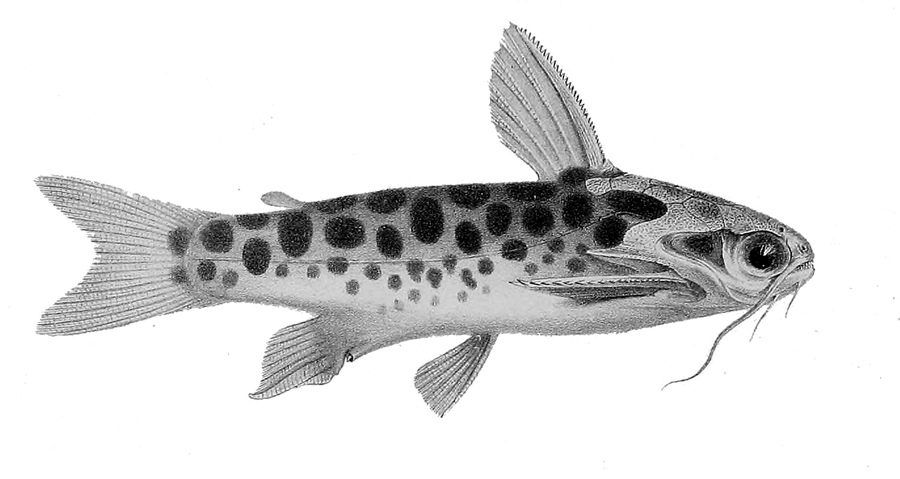
Tatia intermedia.

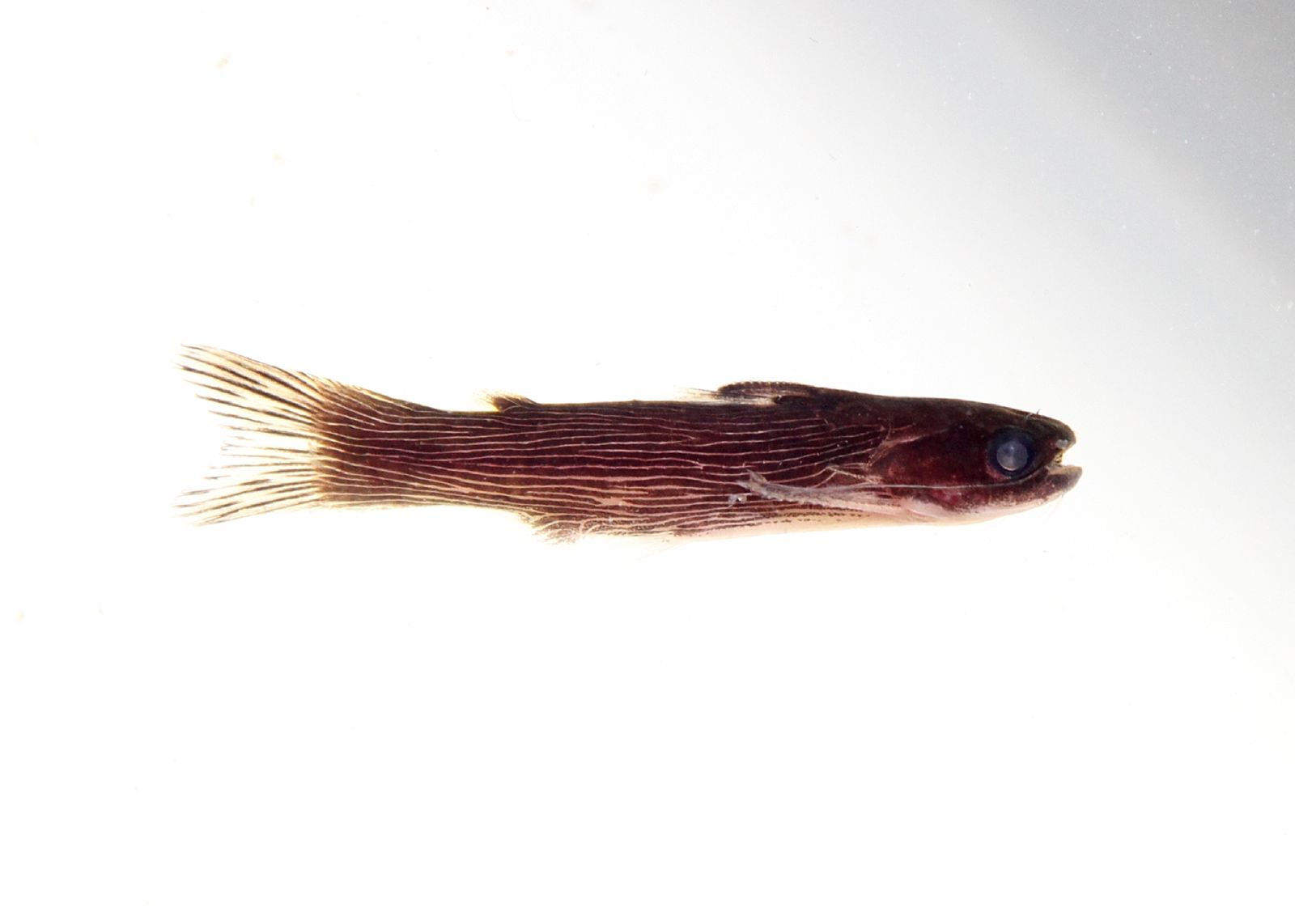
Tatia strigata.

Esta subfamilia fue descrita, originalmente como tribu, en el año 1862 por el naturalista, médico, anatomista comparativo e ictiólogo holandés Pieter Bleeker.
Etimología
Etimológicamente, el término Centromochlinae se construye con palabras en el idioma griego, en donde: kentron significa 'picadura' y mochlos, -ou es 'palanca'.

## Distribución geográfica y hábitat
Las especies que integran esta subfamilia habitan en aguas templado-cálidas y cálidas del centro y norte de Sudamérica, desde las cuencas hidrográficas de Perú, Ecuador, Colombia, Venezuela, las Guayanas, Brasil, Bolivia y Paraguay hasta el sur de la cuenca del Plata en el centro-este de la Argentina y Uruguay.

## Características
La subfamilia Centromochlinae se diagnostica por presentar un conjunto particular de caracteres: fenestra presente entre frontal y orbitosfenoide (también presente en Pseudauchenipterus y Pseudotatia), de 4 a 6 radios branquioestenos (presente también en algunos siluriformes no Auchenipteridae), aleta dorsal con 5 radios ramificados (también presente en otros géneros), proceso cleithral posterior pequeño (también presente en Tetranematichthys, Trachelyopterus galeatus, y T. insignis y algunos bagres no Auchenipteridae), machos maduros con aleta anal oblicua con respecto al eje del cuerpo (carácter exclusivo), radiales proximales de la aleta anal oblicuos en relación con el eje del cuerpo en machos maduros y no interdigitados con espinas hemáticas (carácter exclusivo), radiales proximales de la aleta anal parcial o completamente fusionados formando una sola osificación en machos maduros (carácter exclusivo).

## Subdivisión
Esta subfamilia está integrada por 4 géneros:
- Centromochlus (Kner, 1858)
- Gelanoglanis (Böhlke, 1980)
- Glanidium (Lütken, 1874)
- Tatia (Miranda Ribeiro, 1911)